# Lake Hope (Neuseeland)
Der Lake Hope ist ein kleiner See in der Region Otago auf der Südinsel von Neuseeland.

## Geographie
Der See liegt in den bis zu 2307 m hohen Bergen, rund 2,5 km südöstlich der Gebirgskette The Remarkables, die sich östlich angrenzend am Lake Wakatipu befinden. Der fast kreisrunde See liegt in einer Caldera auf einer Höhe von 1790 m und ist ringsum von sieben 2071 m bis 2258 m hohen Gipfeln umgeben. Seinen Zufluss bekommt der See von einem kleineren, rund 60 m höher gelegenen See von seiner Westseite aus. Der Abfluss des Lake Hope erfolgt an seiner Südwestseite über den Wye Creek South Branch, wo sich die Caldera entsprechend hin öffnet. Der See misst bei einem Umfang von ca. 1,6 km, rund 510 m im Ost-West-Richtung und rund 480 m in Nord-Süd-Richtung. Knapp 2 km südöstlich befindet sich der in etwa gleich große See Lake Te Kōhua.
Im Sommer erstrahlt der Lake Hope gegen das Sonnenlicht in einem tiefblauen Ton und im Winter ist er zugefroren und mit Schnee bedeckt.

## Geologie
Der Lake Hope gehört zu einer Gruppe von kleineren Seen, die sich während der Eiszeit östlich und südöstlich der The Remarkables in den Hochlagen der Berge gebildet haben.